# Campeonato Roraimense de Futebol de 2024
O Campeonato Roraimense de Futebol de 2024 foi a 69.ª edição deste torneio realizado pela Federação Roraimense de Futebol. A competição foi disputada por 9 equipes, sendo realizada entre 16 de março até 11 de junho.

## Equipes participantes
| Equipe                  | Cidade    | Campanha em 2023 | Títulos             |
| Atlético Roraima        | Boa Vista | 5º lugar         | 17 (último em 2009) |
| Grêmio Atlético Sampaio | Boa Vista | 2º lugar         | 0 (não possui)      |
| Monte Roraima           | Boa Vista | Estreante        | 0 (não possui)      |
| Náutico                 | Boa Vista | 4º lugar         | 2 (último em 2015)  |
| Progresso               | Mucajaí   | 9º lugar         | 0 (não possui)      |
| Real                    | São Luís  | 3º lugar         | 1 (2011)            |
| Rio Negro               | Boa Vista | 8º lugar         | 2 (último em 2000)  |
| River                   | Boa Vista | 7º lugar         | 3 (último em 1989)  |
| São Raimundo            | Boa Vista | 1º lugar         | 14 (último em 2023) |

Durante uma reunião do Conselho Arbitral, o vice-presidente do Baré Esporte Clube, Oziel Neto, informou que o time não disputará a competição.

## Regulamento
Primeiro turno
No primeiro turno, os times da mesma chave se enfrentaram entre si. Os dois melhores de cada grupo avançaram para as semifinais onde houve o cruzamento entre as chaves: 1ºA x 2ºB e 1ºB x 2ºA.
Segundo turno
No segundo turno, as mesmas chaves foram mantidas, porém, as equipes enfrentaram os times do grupo oposto. Nas semifinais, os dois primeiros colocados de cada grupo se enfrentam, de modo a ter um representante de cada grupo na fase final do segundo turno.

### Considerações
Caso um mesmo time vencesse os dois turnos - se tornando campeão de forma direta -, a segunda vaga para a Copa do Brasil 2024 seria dada à equipe que somar mais pontos na classificação geral.
A classificação geral é a somatória de todos os pontos disputados nas duas fases de grupos.
Em caso de igualdade em pontos, os critérios de desempate na fase de grupos: 1) confronto direto; 2) mais vitórias; 3) menos gols contra; 4) mais gols pró; 5) partida extra. Em caso de empate nas fases mata-mata, haveria uma disputa de penalidades para definir o vencedor.

## Primeiro turno

### Fase final
- Em itálico, as equipes que possuem o mando de campo no confronto; em negrito as equipes vencedoras.

|  | Semifinais      | Semifinais      | Semifinais |     |                 | Final           | Final | Final |  |
|  |                 |                 |            |     |                 |                 |       |       |  |
|  | São Raimundo-RR | São Raimundo-RR | 2          |     |                 |                 |       |       |  |
|  | São Raimundo-RR | São Raimundo-RR | 2          |     |                 |                 |       |       |  |
|  | Monte Roraima   | Monte Roraima   | 1          |     |                 |                 |       |       |  |
|  | Monte Roraima   | Monte Roraima   | 1          |     | São Raimundo-RR | São Raimundo-RR | 2     |       |  |
|  |                 |                 |            |     | São Raimundo-RR | São Raimundo-RR | 2     |       |  |
|  |                 |                 | GAS        | GAS | 1               |                 |       |       |  |
|  | GAS             | GAS             | GAS        | GAS | 1               | 1               |       |       |  |
|  | GAS             | GAS             |            |     |                 |                 |       |       |  |
|  | Náutico-RR      | Náutico-RR      | 0          |     |                 |                 |       |       |  |

## Segundo turno

### Fase final
- Em itálico, as equipes que possuem o mando de campo no confronto; em negrito as equipes vencedoras.

|  | Semifinais      | Semifinais      | Semifinais |     |                 | Final           | Final | Final |  |
|  |                 |                 |            |     |                 |                 |       |       |  |
|  | São Raimundo-RR | São Raimundo-RR | 5          |     |                 |                 |       |       |  |
|  | São Raimundo-RR | São Raimundo-RR | 5          |     |                 |                 |       |       |  |
|  | Náutico-RR      | Náutico-RR      | 1          |     |                 |                 |       |       |  |
|  | Náutico-RR      | Náutico-RR      | 1          |     | São Raimundo-RR | São Raimundo-RR | 1     |       |  |
|  |                 |                 |            |     | São Raimundo-RR | São Raimundo-RR | 1     |       |  |
|  |                 |                 | GAS        | GAS | 5               |                 |       |       |  |
|  | GAS             | GAS             | GAS        | GAS | 5               | 1 (5)           |       |       |  |
|  | GAS             | GAS             |            |     |                 |                 |       |       |  |
|  | Monte Roraima   | Monte Roraima   | 1 (4)      |     |                 |                 |       |       |  |

## Final do Roraimão 2024
| 11 de junho   | São Raimundo-RR                      | 2 – 3 | GAS                                           | Boa Vista                                       |  |
| 19:30 (UTC−4) | Carlinhos Sousa 74' · João Paulo 87' |       | Kiki 64' (pen) · Léo Salgado 84', 90+4' (pen) | Estádio: Canarinho Árbitro: RS Anderson Daronco |  |

## Premiação
| Campeonato Roraimense de Futebol de 2024 |
| ---------------------------------------- |
| GAS Campeão (1.º título)                 |

## Classificação geral
|  | v d e |